# Temple funéraire de Thoutmôsis III
Le temple funéraire de Thoutmôsis III (ou Djeser-achet) à Deir el-Bahari est un temple en terrasse construit par le pharaon Thoutmôsis III (vers 1486-1425 av. J.-C.). Le temple s'élève dans l'espace limité entre le temple mortuaire de Montouhotep II et le temple funéraire d'Hatchepsout, sur une position élevée surplombant ces temples.
Une inscription décrit le temple comme un temple des millions d'années, mais Thoutmôsis III possède avec l'Henket-anch au nord du Ramesséum et l'Ach-menou à Karnak des temples qui sont aussi désignés comme tel, ce qui rend difficile la détermination de sa fonction. Le très mauvais état de conservation est dû au fait qu'il a été démoli depuis la fin de l'époque ramesside pour être réutilisé et la démolition des murs de soutènement a provoqué un énorme glissement de terrain.

## Histoire

### Construction et utilisation
Le temple a été construit au cours des dix dernières années du règne de Thoutmôsis III, probablement entre la 43e et la 49e année de règne. Le début de la construction coïncide avec l'époque de la damnatio memoriae d'Hatchepsout et de la démolition associée de son temple. Le directeur du site est le vizir Rekhmirê. Pendant la période amarnienne, les noms et les représentations d'Amon ont été effacés, puis restaurés plus tard. Le culte s'est poursuivi durant la XXe dynastie.
Sous Ramsès IV ou Ramsès VI, la démolition du temple commence avec le temple de Montouhotep, vraisemblablement pour réutiliser les matériaux de construction pour un temple plus grand à l'extrémité inférieure du chemin. En raison de la suppression des murs de soutènement, d'énormes masses de gravats ont glissé et provoqué un glissement de terrain. Durant la XXVIe dynastie, les ruines servent de cimetière.

### Découverte et exploration
Dès 1903, Édouard Naville retrouve le chemin menant au temple de Thoutmôsis lors de ses travaux de fouilles du temple funéraire de Montouhotep II, mais il suppose qu'il appartient au temple de Montouhotep. En 1906, Naville découvre le sanctuaire rupestre de la déesse Hathor, qui se trouvait au niveau de la terrasse du temple de Montouhotep et y était peut-être relié par un escalier. En 1912-1913, Herbert E. Winlock, dans une campagne du Metropolitan Museum of Art, trouve l'extrémité inférieure du chemin à la limite des terres fertiles. Il l'a d'abord attribué au temple de Montouhotep, mais a reconnu vingt ans plus tard qu'il avait été construit par Thoutmôsis III.
Ce n'est qu'en 1961/1962 qu'une équipe d'archéologues polonais dirigée par Kazimierz Michalowski et plus tard par Jadwiga Lipińska découvre l'actuel complexe du temple Djeser-achet de Thoutmôsis III après cinq ans de travaux de fouilles. Depuis lors, l'expédition polonaise travaille sur l'évaluation et la reconstruction des circonstances complexes de la découverte, y compris des milliers d'éléments de temple fragmentaires avec des inscriptions et des reliefs.

## Architecture

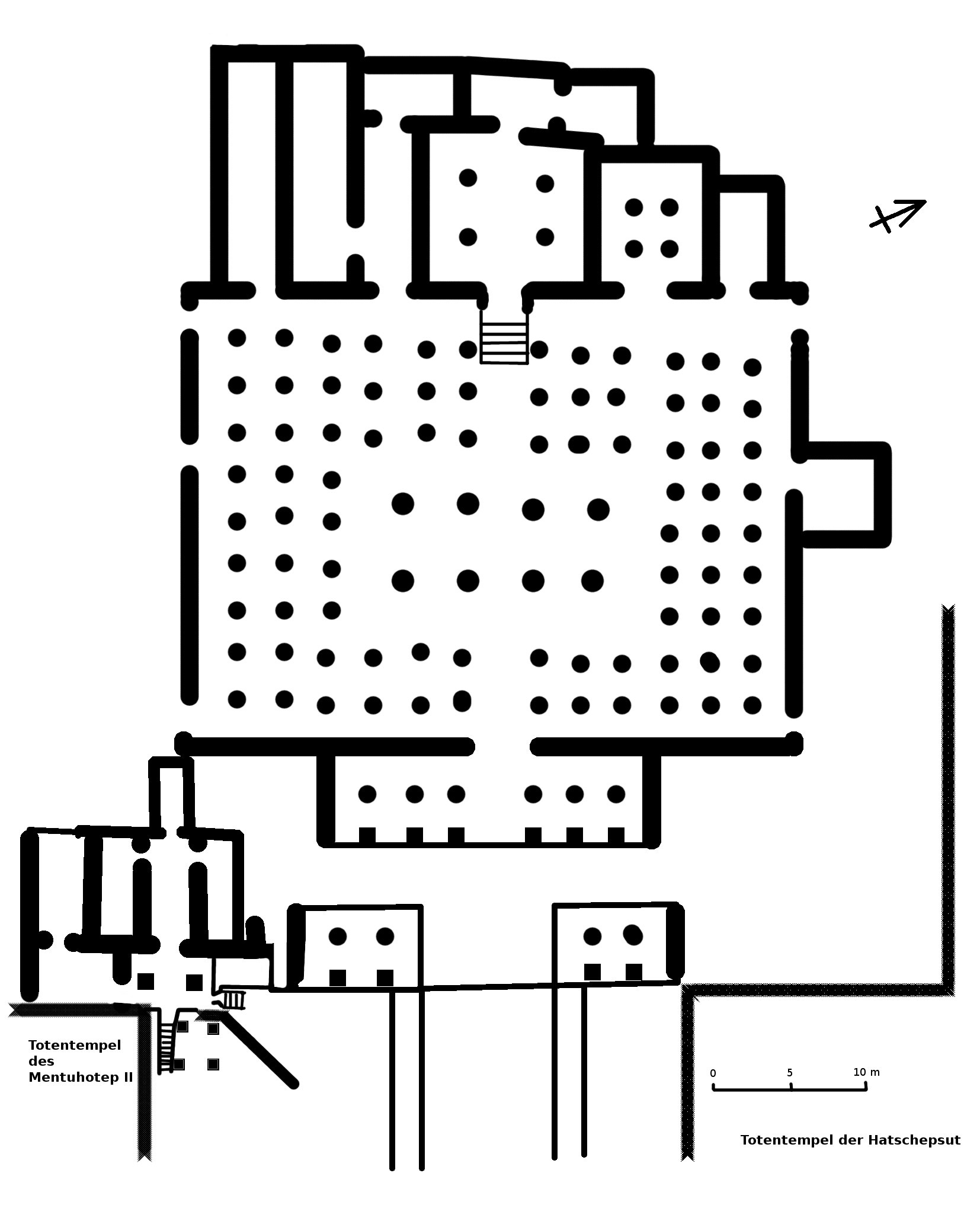
Plan du temple selon J. Lipinska

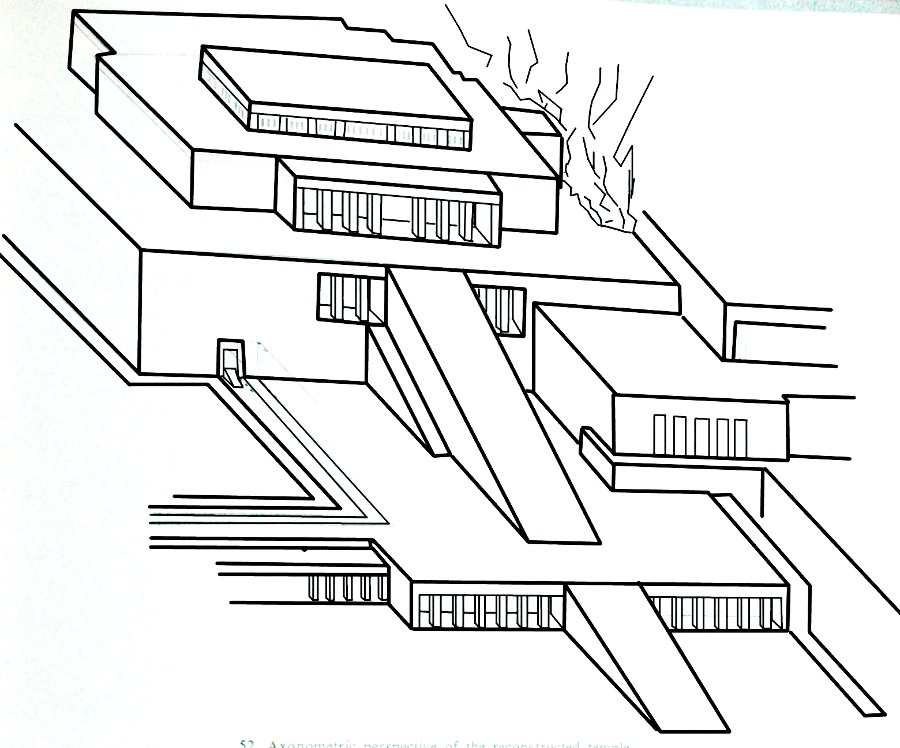
Reconstruction du temple selon J. Lipinska

### Temple de la vallée
Le temple de la vallée était situé à la frontière des terres fertiles. Il fut démonté au temps de Ramsès IV et réutilisé dans les fondations de son temple d'el-Birabi, dont certains blocs portent des cartouches de Thoutmôsis III.

### Chemin
En 1912/1913, à environ un kilomètre à l'est du temple mortuaire, Herbert Winlock découvre la fin de l'ascension à la frontière des terres fertiles près du village d'el-Birabi. La montée était bordée des deux côtés par des murs dont la partie la plus longue de cent-trente mètres de long du mur nord a été préservée. Deux rangées de fosses ont également été trouvées, chacune à un intervalle de six mètres creusés dans la roche. Ceux-ci contenaient de l'argile et des restes de racines. Le chemin était ainsi agrémenté de deux rangées d'arbres. Le mur sud de l'ascension a été complètement détruit, mais sa largeur sera augmentée de 32,5 mètres.

### Station de la barque
À mi-chemin du temple principal, les restes d'une station de la barque ont été retrouvés, un petit temple pour la barque de culte qui était transportée au temple principal lors de la fête de la vallée. Hormis un bloc de fondation, aucun élément structurel n'a survécu in situ, mais les fosses de fondation creusées dans la roche fournissent une indication de la taille et de l'orientation du temple. Il mesurait environ 11 × 16 mètres et reposait exactement sur les axes de l'ascension. Une fosse de fondation était encore intacte et contenait entre autres des outils, des récipients et des paniers.

### Temple principal
Les vingt mètres de haut du temple principal est atteint via une rampe de 91,5 mètres de long, qui menait vraisemblablement à un front de temple à piliers. Au-delà, on pénétrait dans l'hypostyle par une porte en granit dont les murs subsistent encore.

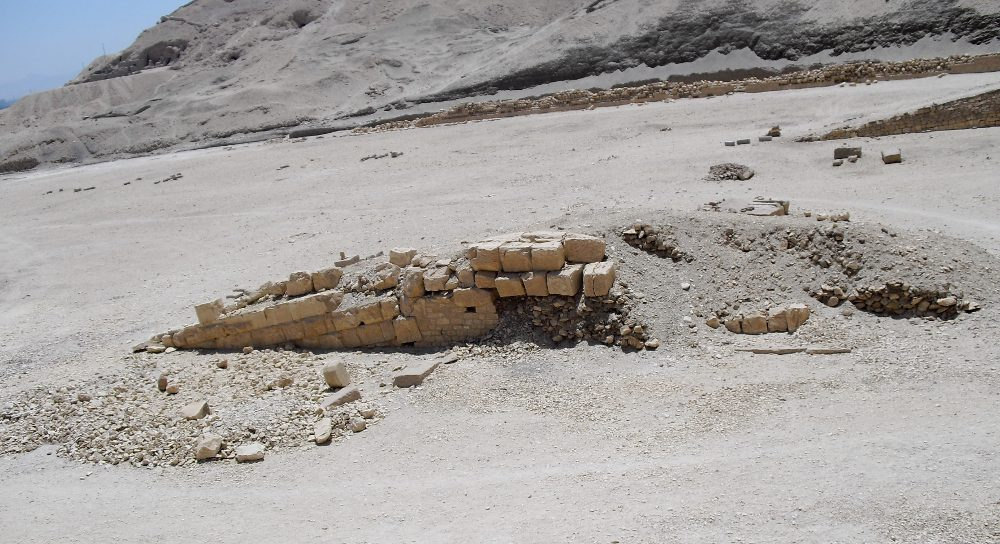
Vestiges de la rampe qui menait au temple principal

L'hypostyle de trente-sept mètres de long et 26,4 mètres de large est unique dans l'architecture égyptienne et seulement la salle de banquet de Thoutmôsis III dans le Ach-menou à Karnak lui ressemble. Dans les deux hypostyles, la colonnade centrale s'étend transversalement à l'axe principal du temple, et dans les deux, elle est entourée d'une colonnade plus petite, sans relation apparente entre elles : les douze colonnes centrales se détachent dans une position élevée des colonnes inférieures. Des fenêtres ont été ajoutées aux murs entre le plafond inférieur des colonnes environnantes et le plafond surélevé des colonnes centrales.

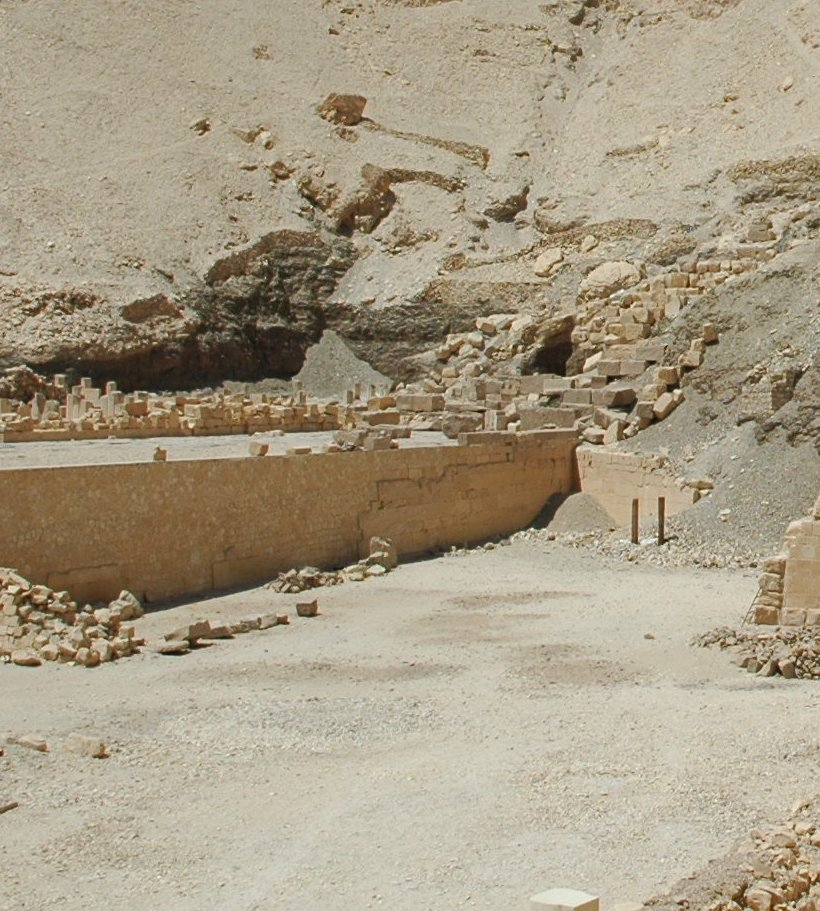
Terrasse du temple de Montouhotep avec la chapelle d'Hathor de Thoutmôsis III derrière elle, tel qu'il est en 2010.

Les restes des fondations du mur et des colonnes à l'ouest derrière l'hypostyle suggèrent que le temple était divisé en trois parties principales, chacune avec sa propre voie processionnelle à travers la salle. La partie centrale était sans doute dédiée à Amon et contenait la salle à quatre piliers de la barque sacrée d'Amon, dans laquelle elle était conservée lors de sa visite au temple, derrière elle la salle de la table sacrificielle et enfin, dans l'axe longitudinal, le sanctuaire.
Les murs de la salle à piliers étaient décorés de scènes du festival de la vallée, telles que la représentation de la barque d'Amon, des prêtres, des musiciens et des danseurs participant au festival de la vallée.

### Chapelle d'Hathor
La chapelle d'Hathor était dédiée à la déesse Hathor « Dame de la Montagne de l'Ouest ». On y accédait par le hall nord du temple de Montouhotep, mais il n'y a aucune preuve qu'il avait un bâtiment précédent à ce stade. Édouard Naville a retrouvé le sanctuaire de ce temple, conçu comme une caverne d'images de culte, encore intact. L'image de culte montre deux fois Amenhotep II, le fils de Thoutmôsis III, qui a achevé la chapelle, une fois en tant qu'enfant allaité buvant le lait divin du pis de la vache et une fois sous forme tridimensionnelle, debout devant la vache. Les reliefs muraux montrent à côté de Thoutmôsis III les reines Mérytrê et Mérytamon.

Images historiques de la chapelle d'Hathor de 1907
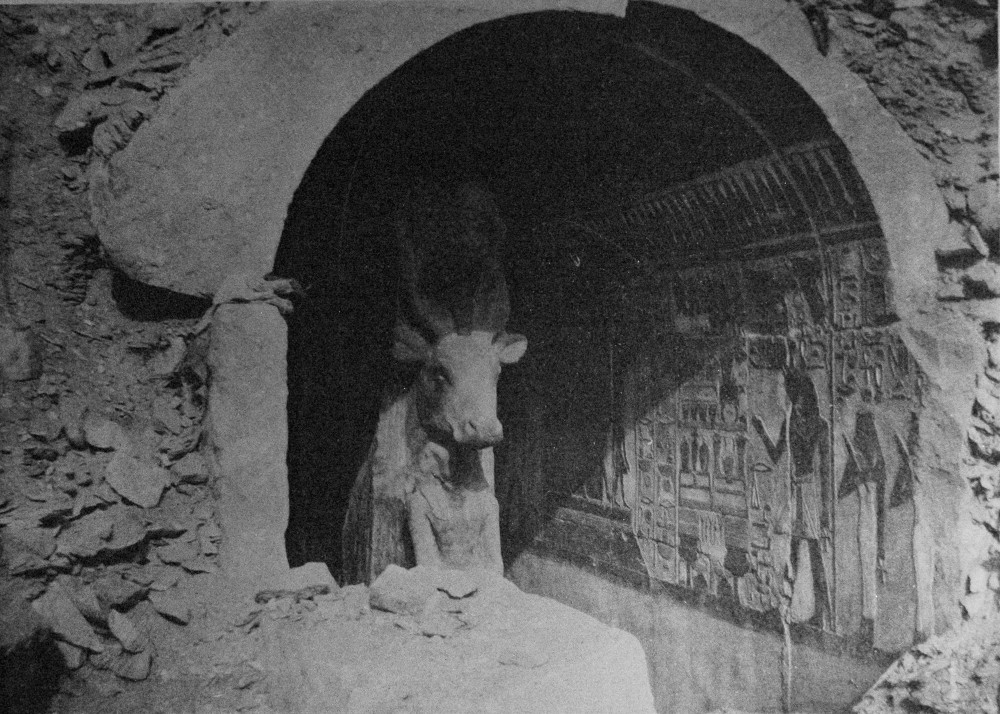
Saint des saints de la chapelle d'Hathor lors de sa découverte par Édouard Naville en 1906 avec la vache Hathor comme image de culte.
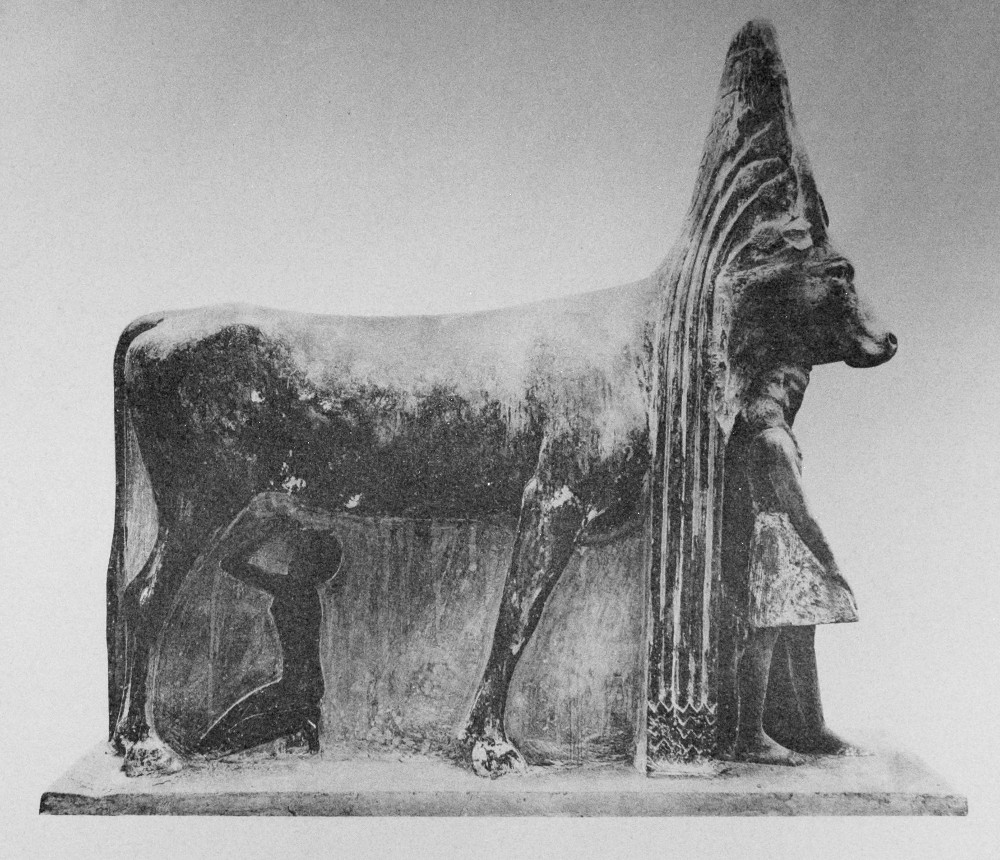
Vache Hathor avec deux représentations d'Amenhotep II, aujourd'hui au Musée égyptien du Caire.
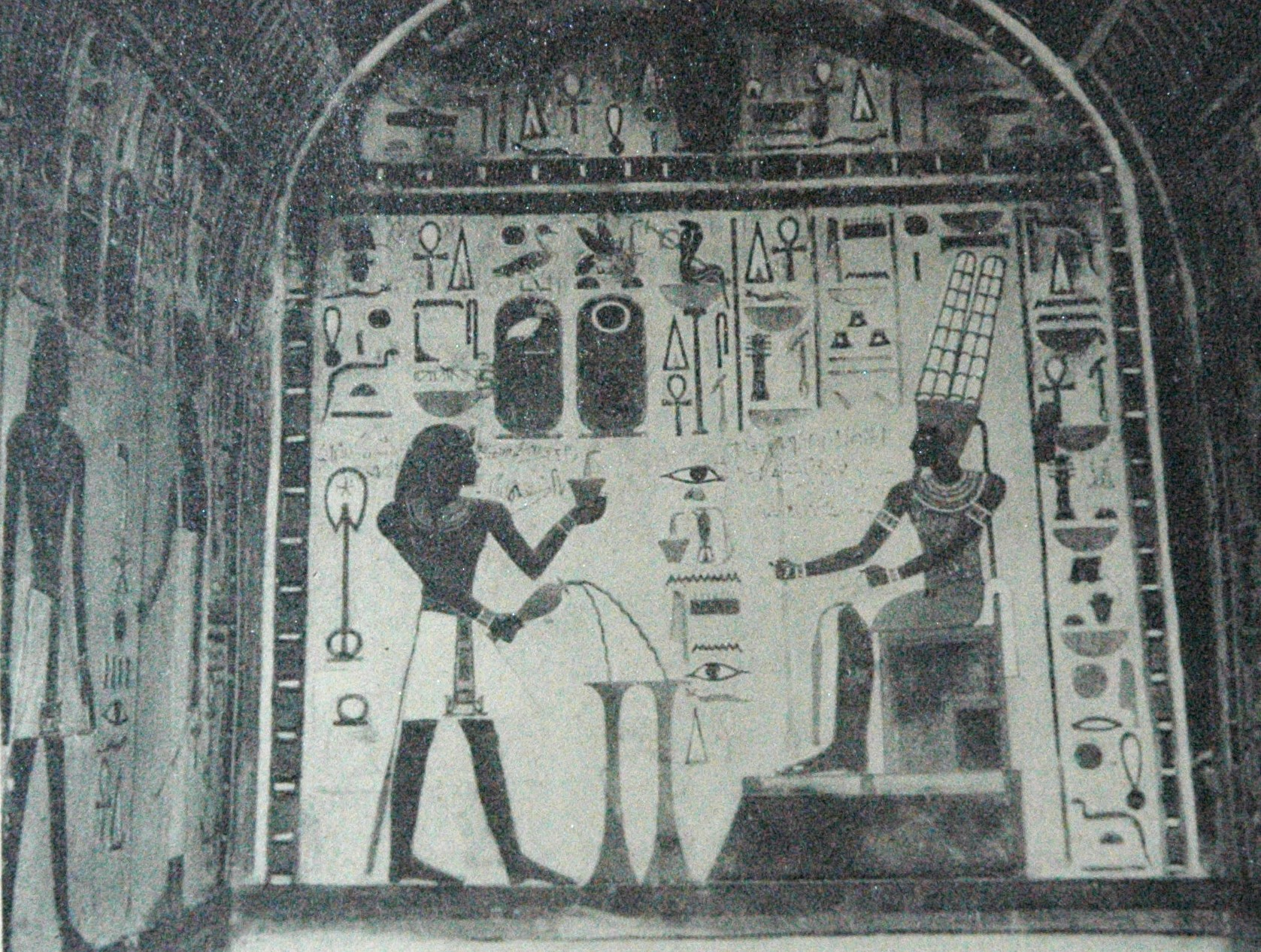
Temple du Saint des Saints d'Hathor.
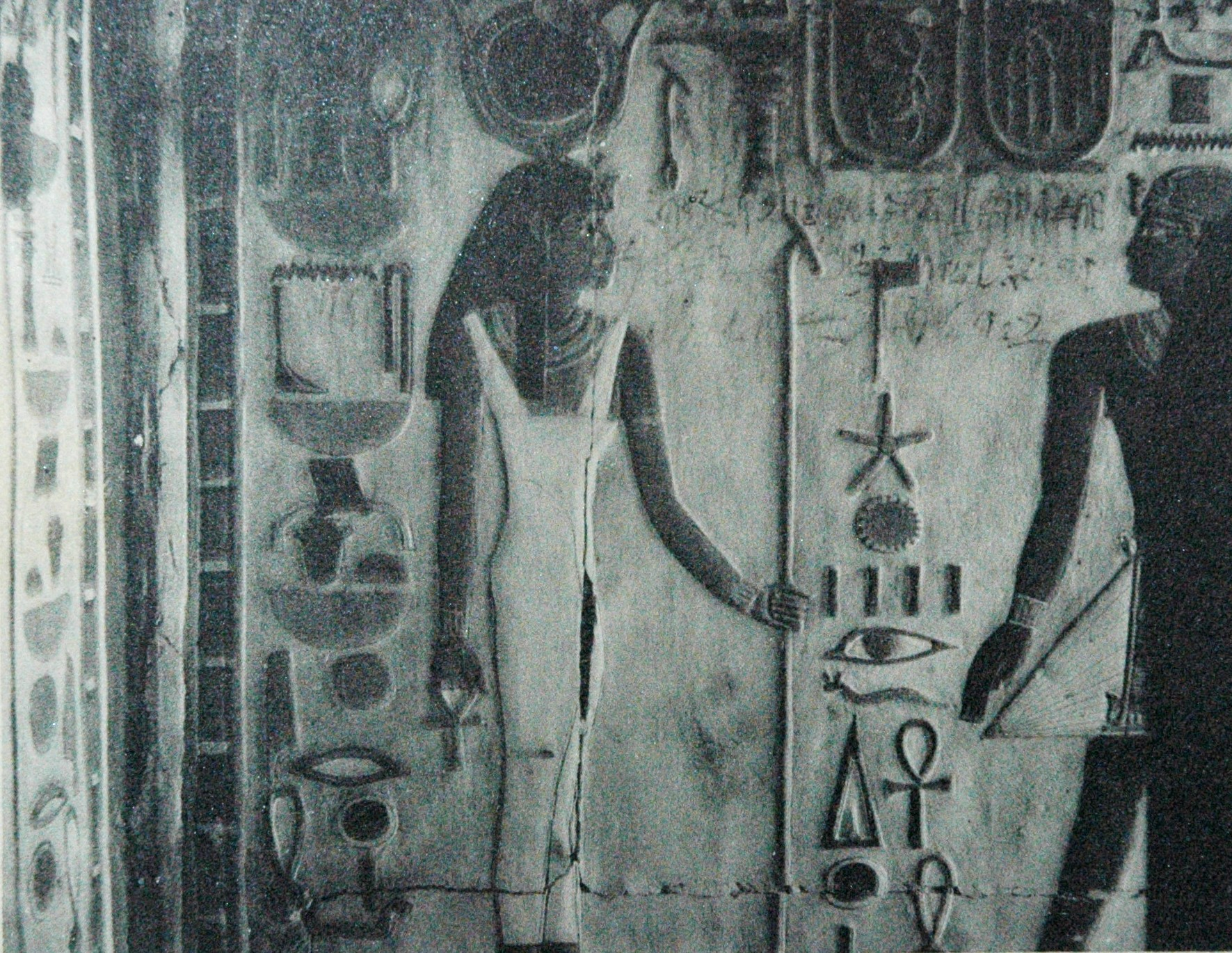
Scène du Saint des Saints dans le Temple d'Hathor.

### Chapelle de la rampe (Djeser menou)
Un autre petit sanctuaire de Thoutmôsis III était la chapelle de la rampe Djeser-menou, qui était attachée par le dos à la rampe du temple principal et était alignée avec le temple de Montouhotep. Il a été construit en même temps que le Djeser-achet, mais sa fonction n'a pas été précisée, mais un lien avec le culte d'Amon est supposé.

## Découvertes

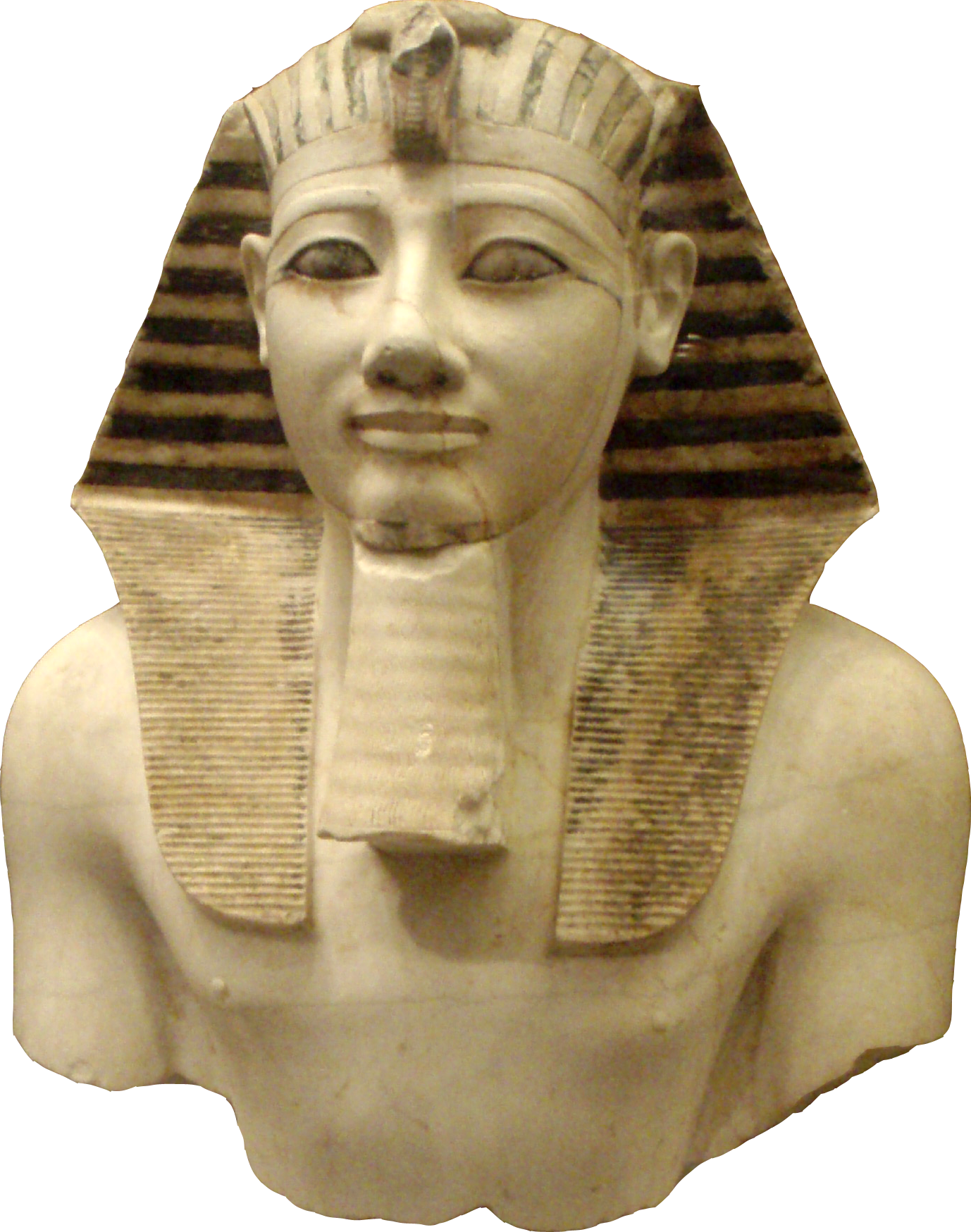
Statue de Thoutmôsis III, tête au Musée égyptien du Caire, torse au Metropolitan Museum of Art de New York.

Édouard Naville a trouvé en 1906 le haut et le torse sans visage d'une statue de Thoutmôsis III dans le temple de Montouhotep en pierre cristalline blanche peinte en bleu et noir. Jadwiga Lipińska a découvert le visage correspondant et d'autres fragments de cette statue lors de ses fouilles en 1967.
La découverte d'une statue sans tête de Sénènmout, un fonctionnaire qui a atteint un rang élevé sous Hatchepsout, peut indiquer qu'il « a été nommé à titre posthume par Thoutmôsis III et a été honoré ».

## Signification
Une inscription décrit le temple comme un temple des millions d'années, mais Thoutmôsis III avec l'Henket-anch avait déjà un temple des millions d'années au nord du Ramesséum et l'Ach-menou à Karnak a également été désigné comme tel, ce qui rend difficile la détermination de sa fonction. Selon Dieter Arnold, il ne s'agit pas d'un temple funéraire royal, mais plutôt d'un remplacement des chapelles des dieux du temple d'Hatchepsout qui avait été affecté peu auparavant par la persécution d'Hatchepsout, c'est-à-dire surtout pour son sanctuaire d'Amon et son sanctuaire d'Hathor.
En conséquence, le temple a repris la fonction de temple mortuaire d'Hatchepsout en tant que dernière station du festival de la vallée, au cours duquel l'image d'Amon était transportée à Deir el-Bahari dans une procession de dieux, ce qui signifiait que le temple d'Hatchepsout perdait son importance. Selon Sergio Donadoni, cependant, l'honneur d'héberger le dieu pendant la nuit dans son temple mortuaire appartenait au roi régnant actuel, ce que Thoutmôsis III croyait depuis longtemps et selon son interprétation, seule la dernière étape du festival de la vallée a été déplacée du premier temple funéraire Henketanch à Djeser-achit.

### Ouvrages généraux
- Dieter Arnold, Deir el-Bahari III, dans : Wolfgang Helck [éd. ] : Lexique d'égyptologie (LÄ), Volume 1, 1975, colonnes 1017-1025.
- Dieter Arnold, Les Temples d'Égypte. Demeures des dieux, lieux de culte, monuments, Artemis & Winkler, Munich/Zurich, 1992,  (ISBN 3-7608-1073-X), p. 139-140.
- Jadwiga Lipińska, Deir el-Bahri, Tuthmose III temple, dans : Kathryn A. Bard (Hrsg.), Encyclopedia of the Archaeology of Ancient Egypt, Routledge, Londres, 1999,  (ISBN 0-415-18589-0), p. 243–244.
- Dieter Arnold, Encyclopédie de l'architecture égyptienne, Institut bibliographique, Mannheim, 2000,  (ISBN 3-491-96001-0), p. 263.
- Gabriele Höber-Kamel, Djeser achit, Le temple commémoratif de Thoutmôsis III à Deir el-Bahari, dans : Kemet Numéro 3/2001, p. 39-41 et dans : Kemet Numéro 2/2006, p. 23–25.

### Monographies
- Édouard Naville, Le temple de la XIe dynastie à Deir el-Bahari, Volume 1 (= Fonds d'exploration de l'Égypte [EEF], Tome 28), Londres, 1907.
- Jadwiga Lipińska, Deir el-Bahari II. Le temple de Thoutmôsis III. Architecture, dans : American Journal of Archaeology, (JEA), volume 82, n° 3 (197822), Varsovie, 1977, p. 405.
- Jadwiga Lipińska, Deir el-Bahari IV. Le temple de Thoutmôsis III. Monuments statuaires et votifs, Éditions Scientifiques de Pologne, Varsovie, 1984,  (ISBN 83-01-04556-6).

### Ouvrages dédiés
- Herbert E. Winlock, Fouilles à Deir el Bahri : 1911-1931, Macmillan, New York, 1942.
- Jadwiga Lipińska, Noms et histoire des sanctuaires construits par Thoutmôsis III à Deir el-Bahari, dans : Journal d'archéologie égyptienne (JEA), Volume 53, 1967, p. 25-33.
- Rafal Czerner, Stanislaw Medeksza, Les nouvelles observations sur l'architecture du temple de Thoutmôsis III à Deir el-Bahari, dans : Actes 6e Congrès international des égyptologues (ICE), 1992-1993, Volume II, p. 119-123.
- Nathalie Beaux, La chapelle d'Hathor de Thoutmôsis III à Deir el-Bahari, dans : Varia Aegyptiaca (VA), Volume 10, 1995, p. 59-66.
- Jadwiga Lipińska, Deir el-Bahari, Sept saisons de travail, 1978-1987, dans : Annales du service des antiques de l'Egypte (ASAE), Vol.72, 1992-1993, Le Caire, 1998, p. 45-48.